# فوفلينة
الفوفلينة (الاسم العلمي: Arecinae) هي عمارة نباتية تتبع فصيلة الفوفلية من رتبة الفوفليات.

## أجناس
- الفوفل (الاسم العلمي: Areca)
- البنانج (الاسم العلمي: Pinanga)
- النانج (الاسم العلمي: Nenga)